# Gran Premio motociclistico di Svezia 1971
Il Gran Premio motociclistico di Svezia fu l'ottavo appuntamento del motomondiale 1971.
Si svolse il 24 e 25 luglio 1971 sul circuito di Anderstorp, e corsero tutte le classi tranne i sidecar (125 e 350 sabato 24, le restanti classi domenica 25).
In 125 Ángel Nieto fu costretto al ritiro per noie meccaniche, lasciando via libera a Barry Sheene.
In 350 Giacomo Agostini ebbe a fronteggiare la solita muta di Yamaha e l'asfalto reso viscido dalla pioggia intermittente.
Nella 50 Nieto si rifece del ritiro del giorno precedente vincendo la gara. Terzo il suo rivale diretto Jan de Vries: in mezzo ai due Gilberto Parlotti, ingaggiato dalla Derbi per "tenere a bada" l'olandese.
Rodney Gould vinse la 250, avvicinandosi in classifica a Phil Read (non presente per i postumi della caduta occorsagli a Brno). Ritirati Kent Andersson (noie all'accensione), Chas Mortimer, Gyula Marsovszky e Silvio Grassetti.
Agostini vinse anche la 500, classe nella quale avvennero diverse cadute a causa della pioggia.

## Classe 500
34 piloti alla partenza, 10 al traguardo.

### Arrivati al traguardo
| Pos. | Pilota            | Moto      | Tempo         | Punti |
| ---- | ----------------- | --------- | ------------- | ----- |
| 1    | Giacomo Agostini  | MV Agusta | 1h 25' 14" 63 | 15    |
| 2    | Keith Turner      | Suzuki    | +28" 86       | 12    |
| 3    | Tommy Robb        | Seeley    | +35" 51       | 10    |
| 4    | Ulf Nilsson       | Seeley    | +1 giro       | 8     |
| 5    | Kaarlo Koivuniemi | Seeley    | +1 giro       | 6     |
| 6    | Dave Simmonds     | Kawasaki  | +1 giro       | 5     |
| 7    | Morgan Rådberg    | Monark    | +1 giro       | 4     |
| 8    | Bosse Granath     | Husqvarna | +1 giro       | 3     |
| 9    | Johnny Bengtsson  | Kawasaki  | +1 giro       | 2     |
| 10   | Jack Findlay      | Suzuki    | +2 giri       | 1     |

## Classe 350

### Arrivati al traguardo
| Pos. | Pilota             | Moto      | Tempo         | Punti |
| ---- | ------------------ | --------- | ------------- | ----- |
| 1    | Giacomo Agostini   | MV Agusta | 1h 11' 13" 22 | 15    |
| 2    | Paul Smart         | Yamaha    | +32" 33       | 12    |
| 3    | Jarno Saarinen     | Yamaha    | +1' 30" 56    | 10    |
| 4    | Rodney Gould       | Yamaha    | +1' 46" 89    | 8     |
| 5    | Kurt-Ivan Carlsson | Yamaha    | +1' 47" 90    | 6     |
| 6    | Teuvo Länsivuori   | Yamaha    |               | 5     |
| 7    | Bosse Granath      | Yamaha    |               | 4     |
| 8    | Eric Offenstadt    | Kawasaki  |               | 3     |
| 9    | Tommy Robb         | Yamaha    |               | 2     |
| 10   | Hannu Kuparinen    | Yamaha    |               | 1     |

## Classe 250

### Arrivati al traguardo
| Pos | Pilota          | Moto     | Tempo      | Punti |
| --- | --------------- | -------- | ---------- | ----- |
| 1   | Rodney Gould    | Yamaha   | 58' 23" 18 | 15    |
| 2   | Paul Smart      | Yamaha   | +33" 22    | 12    |
| 3   | Jarno Saarinen  | Yamaha   | +19"       | 10    |
| 4   | Chas Mortimer   | Yamaha   | +1' 26" 44 | 8     |
| 5   | Frank Perris    | Yamaha   | +1' 30" 82 | 6     |
| 6   | Billie Nelson   | Yamaha   |            | 5     |
| 7   | John Dodds      | Yamaha   |            | 4     |
| 8   | Börje Jansson   | Yamasaki |            | 3     |
| 9   | Bosse Granath   | Yamaha   |            | 2     |
| 10  | Lennart Lindell | Yamaha   |            | 1     |

## Classe 125

### Arrivati al traguardo
| Pos | Pilota           | Moto     | Tempo      | Punti |
| --- | ---------------- | -------- | ---------- | ----- |
| 1   | Barry Sheene     | Suzuki   | 49' 15" 99 | 15    |
| 2   | Börje Jansson    | Maico    | +11" 75    | 12    |
| 3   | Kent Andersson   | Yamaha   | +46" 01    | 10    |
| 4   | Dieter Braun     | Maico    | +46" 38    | 8     |
| 5   | Dave Simmonds    | Kawasaki | +1' 57" 93 | 6     |
| 6   | Toni Gruber      | Maico    |            | 5     |
| 7   | Matti Salonen    | Yamaha   |            | 4     |
| 8   | Thomas Heuschkel | MZ       |            | 3     |
| 9   | Leif Rosell      | Maico    |            | 2     |
| 10  | Roland Olsson    | Yamaha   |            | 1     |

## Classe 50

### Arrivati al traguardo
| Pos | Pilota            | Moto     | Tempo      | Punti |
| --- | ----------------- | -------- | ---------- | ----- |
| 1   | Ángel Nieto       | Derbi    | 31' 25" 61 | 15    |
| 2   | Gilberto Parlotti | Derbi    | +0" 15     | 12    |
| 3   | Jan de Vries      | Kreidler | +20" 49    | 10    |
| 4   | Barry Sheene      | Kreidler | +32" 19    | 8     |
| 5   | Herman Meijer     | Jamathi  | +1' 06" 56 | 6     |
| 6   | Jan Bruins        | Kreidler |            | 5     |
| 7   | Aalt Toersen      | Jamathi  |            | 4     |
| 8   | Lars Persson      | Monark   |            | 3     |
| 9   | Lennart Lindell   | Tomos    |            | 2     |
| 10  | Hans Johansson    | HM       |            | 1     |